# Boys Be...
Boys Be (ボーイズ・ビー Bōizūbī?) es una serie anime publicada en el año 2000 por Hal Film Maker en 13 episodios, emitida en España en el año 2002 por el canal Buzz y en Cataluña por el canal K3.
Está basada en la historia del manga original, escrita por Masahiro Itabashi e ilustrada por Hiroyuki Tamakoshi. Kōdansha lo publicó en tres tomos, serializados en Shukan Shonen Magazine. La serie fue distribuida en España por Jonu Media.

## Argumento
El anime se centra en las alegrías y tristezas del primer amor y el romance adolescente. Seis estudiantes luchan para encontrar a la pareja perfecta y sus limitaciones adolescentes. Mientras que varios personajes fueron tomados de la historia del manga, la historia del anime no tiene relación con este.
Cada episodio comienza y termina con una cita filosófica que resume el contenido del episodio. Boys Be, tiene como protagonistas a Kyoichi y Chiharu en el manga, mientras que en el anime, gira en torno a siete u ocho personajes principales y sus vidas amorosas (con Kyoichi y Chiharu incluidos).

## Doblaje (al castellano)
| Personaje         | Seiyu              | Actores de doblaje |
| Kyoichi Kanzaki   | Kenichi Suzumara   | Ángel de Gracia    |
| Yoshihiko Kenjo   | Hideo Ishikawa     | Tasio Alonso       |
| Makoto Kurumizawa | Akira Ishida       | Carlos di Blasi    |
| Chiharu Nitta     | Kasuza Murai       | Marta Estrada      |
| Yumi Kazama       | Miki Nagasawa      | N/D                |
| Aki Mizutani      | Yuri Shiratori     | N/D                |
| Sayaka Kanzaki    | Fumiko Orikasa     | N/D                |
| Daisuke Nitta     | Yasunori Matsumoto | N/D                |
| Nao Nitta         | Chie Sawaguchi     | N/D                |
| Mizuki Takano     | Junko Noda         | N/D                |
| Aya Kurihara      | Misato Fukuen      | N/D                |
| Tsuyoshi Ueno     | Yuji Ueda          | N/D                |
| Natsue Horikawa   | Manabi Mizuno      | N/D                |
| Yuki Okazaki      | Shinichiro Miki    | N/D                |
| Shoko Sayama      | Yuka Imai          | N/D                |
| Takuya Yokota     | Takehito Koyasu    | N/D                |
| Erika Kawai       | Michiko Neya       | N/D                |
| Jyunna Morio      | Rika Komatsu       | N/D                |
| Chiharu Reicha    | Megumi Hayashibara | N/D                |

## Descripción corta
En la serie Boys Be... se muestran las alegrías, tristezas y sentimientos en general de los primeros amores y el romance adolescente.
La historia gira alrededor de sus seis protagonistas, tres chicos: Kyoichi Kanzaki, Yoshihiro Kenjo y Makoto Kurumizawa, cada uno de ellos completamente distinto uno del otro, pero aun así, amigos inseparables; y tres chicas: Chiharu Nitta, Yumi Kazama y Aki Mizutani cuyos gustos son tan dispares, como lo son sus personalidades; y narra sus historias de todo un año, divididas en las cuatro estaciones. Estos seis estudiantes luchan por la búsqueda de su alma gemela. Sus únicos enemigos suelen ser los límites de la adolescencia.
Cada episodio empieza y acaba con una cita filosofal (dicha por el mismo Kyoichi) que, a lo tonto, acaba resumiendo el concepto del mismo episodio. En un principio parece que la serie se centra en Kyoichi y Chiharu, cuando él deja de ver a Chiharu como su amiga de la infancia, sino como a una chica. Pero los demás personajes también acaban siendo protagonistas.

## Canciones
- La BGM corrió a cargo de Be Factory.

Tema de apertura (Opening)
- Episodios 1 al 12: Daijoubu por Aki Maeda.
- Episodio 13: Hatsukoi por Yuka Imai

Temas de cierre (Endings)
- Episodios 1 al 12: Minna ga Ii ne por Aki Maeda.
- Episodio 8: My Tomorrow por Yuka Imai